# بلندگوی الکترواستاتیکی

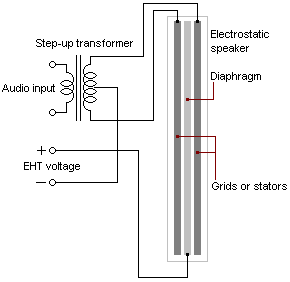
طرح‌واره یک بلندگوی الکترواستاتیکی و اتصالات آن را نشان می‌دهد. ضخامت دیافراگم و توری‌ها به منظور روشنگری اغراق‌شده.

یک بلندگو الکترواستاتیکی (ESL) یک طراحی بلندگو است که در آن صدا توسط نیرویی که بر پوسته معلق‌شده در یک میدان الکترواستاتیک وارد می‌شود، تولید می‌شود.

## مزایای
از مزایای بلندگوهای الکترواستاتیکی می‌توان به موارد زیر اشاره کرد:
1. سطوح اعوجاج یک تا دو مرتبه بلندی کوچک‌تر از راه‌اندازهای مخروطی معمولی در یک جعبه است[نیازمند منبع]
2. وزن بسیار سبک دیافراگم که در کل سطح آن رانده می‌شود
3. پاسخ فرکانسی مثال‌زدنی (هم در دامنه و هم در فاز) زیرا اصل تولید نیرو و فشار تقریباً بدون تشدید برخلاف راه‌انداز الکترودینامیکی رایج‌تر است.

## بلندگوهای آماتور ساخته شده
بلندگوهای الکترواستاتیک از محبوبیت بالایی در ساخت و سازهای بلندگو برخوردار هستند. آنها یکی از معدود انواع بلندگوهایی هستند که در آنها می‌توان مبدل‌ها را از ابتدا توسط یک آماتور ساخت زیرا سخت‌افزار اصلی برای پروژه‌های کامل ESL DIY را می‌توان به صورت آنلاین در دسترس یافت. منبعی که به‌طور گسترده توسط علاقه‌مندان به ESL خوانده می‌شود، کتاب طرزساخت و طراحی بلندگوی الکترواستاتیکی (شابک ‎۹۷۸-۱-۸۸۲۵۸۰-۰۰-۲) توسط متخصص برجسته ESL، راجر ساندرز است.

### تولیدکنندگان دیگر
سایر تولیدکنندگانی که در حال حاضر بلندگوهای الکترواستاتیکی را تولید می‌کنند شامل ایمرشن از استرالیا؛ سولوسوند در هلند، کینگ آدیو، پانفونیکس از فنلاند، پونا مبتنی‌بر کیدنس آدیو، تی پلاس ای و سیلبرستاتیک از آلمان. در اواخر سال ۲۰۱۴، تولیدکننده فناوری تایوانی بنکیو منتشر اولین بلندگوی قابل‌حمل الکترواستاتیکی بلوتوثی جهان تِرُوُلُ.
آدیواستاتیک، بلانکو. ان‌یو به‌طور انحصاری از بلندگوهای الکترواستاتیکی فعال دستی در هلند استفاده می‌کند، ساند-لب منحصراً صفحه‌های الکترواستاتیکی با گستره-کامل می‌سازد. تنها بلندگوی الکترواستاتیکی فعال و گستره-کامل موجود که در حال حاضر تولید می‌شود، آدیواستاتیک دی‌سی‌ای-۵ است. جانزن در حال حاضر نسخه‌های فعال (مجهز به قدرت) از دو مدل دوگانه خود، کارملیتا اکتیو (پشت ایستاده) و والنتینا اکتیو (کف ایستاده) را ارائه می‌دهد.
مارتین لوگان ، جانزن، متروم آکوستیک، سیستم‌های صوتی ساندرز، و ساند-لب، طرح‌های ترکیبی با ووفرهای معمولی یا ساب ووفر می‌سازند.